# Jon Solaun Akarregui
Jon Solaun Akarregui (Bilbao, Vizcaya, 3 de diciembre de 1974) es un entrenador y exfutbolista español que jugaba de centrocampista.

## Trayectoria
Solaun se formó como jugador en el Santutxu F. C. En 1994 se incorporó a la cantera del Athletic Club, aunque fue cedido dos temporadas al Sestao Sport Club de Blas Ziarreta. Con el cuadro verdinegro logró el ascenso a Segunda División en su primera campaña. Tras el descenso y desaparición del club de Sestao, fue cedido a la S. D. Eibar de Segunda División y, un año más tarde, al C. D. Logroñés.
En julio de 1998 Solaun, junto a Ibon Begoña, entró como parte del traspaso de Sívori al Athletic Club y se marchó al Deportivo Alavés de Primera División. Tras jugar únicamente un encuentro de Copa del Rey, fue cedido al C. D. Badajoz de Blas Ziarreta en diciembre de ese mismo año. En verano de 1999 rescindió su contrato y se marchó al Elche C. F.
De cara a la temporada 2001-2002 se volvió a encontrar con el técnico Blas Ziarreta, en esta ocasión, en la SD Eibar. Después de una campaña con poca participación, su carrera discurrió por clubes de Segunda B: A. D. Ceuta, Burgos C. F, C. D. Mirandés, Amurrio Club, Barakaldo C. F. y S. D. Lemona. Su última temporada como profesional fue en las filas de la S. D. Zamudio en Tercera División.

## Clubes
| Club                    | País   | Año       |
| ----------------------- | ------ | --------- |
| Athletic Club           | España | 1994-1998 |
| Sestao S. C. (cesión)   | España | 1994-1996 |
| S. D. Eibar (cesión)    | España | 1996-1997 |
| C. D. Logroñés (cesión) | España | 1997-1998 |
| Deportivo Alavés        | España | 1998-1999 |
| C. D. Badajoz (cesión)  | España | 1999      |
| Elche C. F.             | España | 1999-2001 |
| S. D. Eibar             | España | 2001-2002 |
| A. D. Ceuta             | España | 2002-2003 |
| Burgos C. F.            | España | 2003-2004 |
| C. D. Mirandés          | España | 2004-2005 |
| Amurrio Club            | España | 2005-2006 |
| Barakaldo C. F.         | España | 2006-2009 |
| S. D. Lemona            | España | 2009-2012 |
| S. D. Zamudio           | España | 2012-2013 |

## Trayectoria como entrenador
Después de su retirada, Solaun empezó su carrera como entrenador dirigiendo al equipo de Nacional Juvenil del Santutxu. En la temporada 2014-2015 como 2.º entrenador de Axier Intxaurraga en el Barakaldo CF.
En la temporada 2015-2016 se incorporó al organigrama del Athletic Club y pasó a ser el segundo entrenador de José Luaces en el C. D. Basconia y entrenador del equipo de la Premier League International Cup. En la temporada 2016-2017 dirigió junto a Aritz Solabarrieta al equipo cadete A. Al año siguiente pasó a dirigir como primer entrenador el Cadete A, teniendo a Txema Añibarro como ayudante. Tras dos temporadas en el cadete, en 2019, ascendió al equipo juvenil nacional. En 2021 promocionó al primer equipo juvenil, con el que logró el subcampeonato de la Copa de Campeones. En 2022 se incorporó al Bilbao Athletic como ayudante de Bingen Arostegi.